# Нітра
Ні́тра (словац. Nitra, нім. Neutra) — місто в західній Словаччині, адміністративний центр однойменного краю. Населення 78 916 осіб (за даними перепису 2011 р.). Є адміністративним центром однойменного округу Нітра.

## Географія
Нітра лежить на річці Нітра біля відрогів гірського масиву Трибеч. Міськими районами Хренова і Яніковце протікає Яніковський канал.; окраєм міста — Селенець.

## Історія

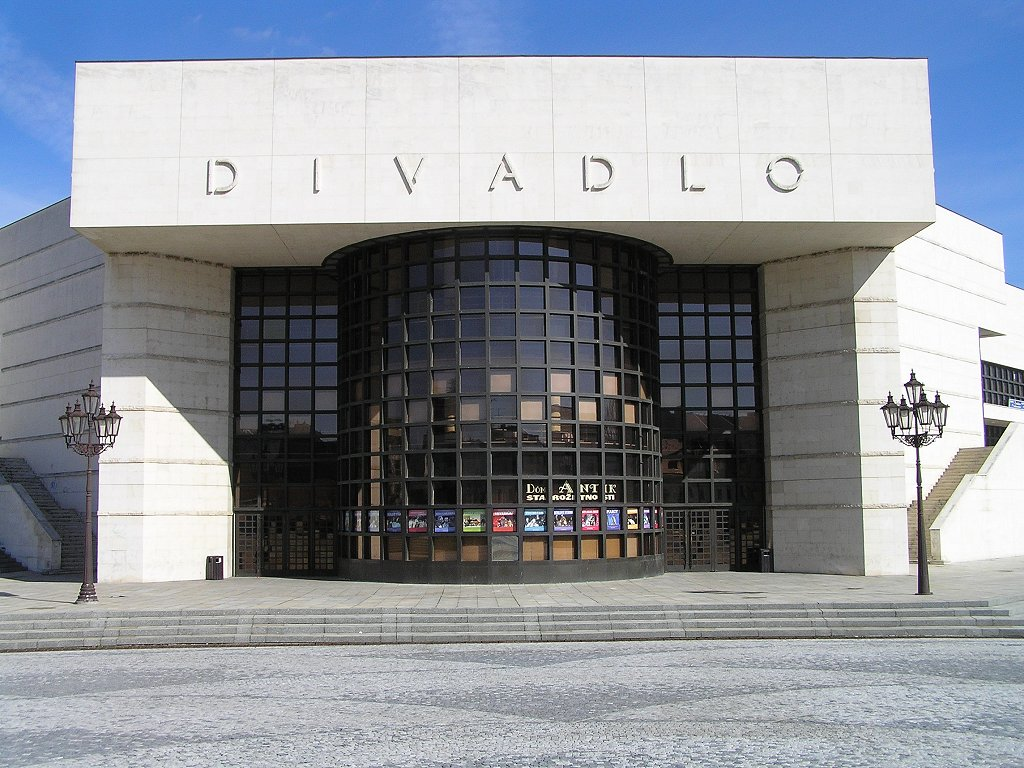
Театр Андрія Багара в Нітрі

Наприкінці V століття на територію Нітри приходять перші слов'яни. У VII столітті територія була частиною імперії Само, потім тут виникло Нітранське князівство, згодом включене Моймиром до складу Великої Моравії. Саме Нітра вважається колискою словацького християнства, в 829—833 роках язичник Прибіна покликав Зальцбургського архієпископа освятити першу церкву. Тут же зупинялися Кирило і Мефодій. Після падіння Великої Моравії Нітра увійшла до складу Угорського королівства, де стала центром жупи.
У 1248 Нітра отримала статус королівського міста. Нітра належала до числа найбагатших міст Угорщини. У XIX столітті тут жило вже понад 10 тис. жителів.
У складі нової Чехословаччини Нітра знову стала центром жупи. Зараз Нітра — важливий промисловий центр у західній Словаччині.

## Населення
| Рік:            | 1994.  | 2004.   | 2014.   | 2024.   |
| --------------- | ------ | ------- | ------- | ------- |
| Кількість осіб: | 87 127 | 85 742  | 78 033  | 75 945  |
| Різниця:        |        | -1,58 % | -8,99 % | -2,67 % |

| Рік:            | 2023.  | 2024.   |
| --------------- | ------ | ------- |
| Кількість осіб: | 76 499 | 75 945  |
| Різниця:        |        | -0,72 % |

## Відомі люди
Детальніше: Уродженці Нітри
Тут народилися відомі словацькі хокеїсти (Мірослав Ковачик, Мірослав Штефанка, Іван Шварни та ін). Також тут народився політик Франтішек Міклошко, співзасновник партії КДС і поет Іван Гудец.

## Клімат
| Клімат                | Клімат | Клімат | Клімат | Клімат | Клімат | Клімат | Клімат | Клімат | Клімат | Клімат | Клімат | Клімат | Клімат |
| Показник              | Січ.   | Лют.   | Бер.   | Квіт.  | Трав.  | Черв.  | Лип.   | Серп.  | Вер.   | Жовт.  | Лист.  | Груд.  |        |
| Середній максимум, °C | 2      | 5      | 10     | 16     | 22     | 25     | 27     | 27     | 21     | 15     | 8      | 2      |        |
| Середній мінімум, °C  | −4     | −3     | 0      | 5      | 10     | 13     | 14     | 14     | 10     | 6      | 2      | −3     |        |
| Норма опадів, см      | 2.78   | 2.61   | 2.84   | 4.96   | 4.80   | 5.64   | 6.87   | 4.97   | 6.51   | 3.95   | 4.70   | 3.28   |        |
| --------------------- | ------ | ------ | ------ | ------ | ------ | ------ | ------ | ------ | ------ | ------ | ------ | ------ | ------ |
| Джерело: MSN Weather  |        |        |        |        |        |        |        |        |        |        |        |        |        |

## Освіта
- Словацький сільськогосподарський університет у Нітрі
- Університет Костянтина Філософа в Нітрі